# Циммерман, Джон (фигурист)
Джон Лютер Циммерман (англ. John Luther Zimmerman; род. 26 ноября 1973, Бирмингем, штат Алабама, США) — американский фигурист, выступавший в парном катании. В паре с Кёко Ина — трёхкратный чемпион США (2000-2002), призёр чемпионатов мира и четырёх континентов. В настоящее время — тренер.

## Карьера

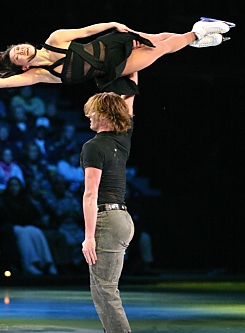
Ина/Циммерман выполняют поддержку «Детройтер»

Джон начал кататься на коньках в 3 года. Его первой партнёршей была Брай Тиболд. Затем он встал в пару со Стефани Стиглер, с которой стал бронзовым призёром национального чемпионата.
Самым успешным для фигуриста стало партнёрство с Кёко Ина. Пара тренировалась в Хакенсаке у Тамары и Игоря Москвиных. Под руководством российских тренеров Ина/Циммерман трижды выигрывали чемпионат США, неоднократно становились призёрами этапов серии Гран-при, а в 2002 году завоевали бронзу чемпионата мира, после чего завершили карьеру.
После завершения спортивной карьеры принимает участие в различных шоу:
- 2004 — наст. вр. — «Stars on Ice»;
- 2006 — «Skating with Celebrities» в паре с канадской актрисой Джиллиан Рейнольдс;
- 2008 — «Звёздный лёд», на телеканале Россия, в паре с теле- и радиоведущей Фёклой Толстой[2];
- 2010 — «Thin Ice» в паре с чемпионкой мира в танцах на льду Ше-Линн Бурн.

Кроме этого, Джон вместе с женой Сильвией Фонтана работает в «The Saveology Ice Complex», где тренирует чемпионов США 2010 года Кейди Денни и Джереми Барретта.
2 апреля 2012 года Джон Циммерман и Сильвия Фонтана стали родителями-у их родилась дочь София.

## Результаты выступлений
(с К. Ина)
| Соревнования/Сезон            | 1998—1999 | 1999—2000 | 2000—2001 | 2001—2002 |
| ----------------------------- | --------- | --------- | --------- | --------- |
| Зимние Олимпийские игры       |           |           |           | 5         |
| Чемпионат мира                | 9         | 7         | 7         | 3         |
| Чемпионат четырёх континентов |           | 2         | 3         |           |
| Чемпионаты США                | 2         | 1         | 1         | 1         |
| Финалы Гран-при               | 5         |           |           | 4         |
| Trophée Lalique               | 2         | 4         | 3         | 2         |
| Skate America                 | 5         | 5         | 4         | 2         |
| Bofrost Cup on Ice            |           |           |           | 2         |
| Cup of Russia                 | 3         |           | 4         |           |
| Skate Canada                  |           | 2         |           |           |

(со С. Стиглер)
| Соревнования/Сезон | 1995—1996 | 1996—1997 |
| ------------------ | --------- | --------- |
| Чемпионат мира     |           | 15        |
| Чемпионаты США     | 4         | 3         |
| Trophée Lalique    |           | 6         |
| Skate America      |           | 3         |

(с Б. Тиболд)
| Соревнования/Сезон | 1994—1995 |
| ------------------ | --------- |
| Чемпионаты США     | 12        |